# Stenkol Airport
Stenkol Airport (engelska: Bintuni Airport) är en flygplats i Indonesien.   Den ligger i provinsen Papua, i den östra delen av landet, 3 000 km öster om huvudstaden Jakarta. Stenkol Airport ligger 21 meter över havet.
Terrängen runt Stenkol Airport är platt åt sydost, men åt nordväst är den kuperad. Runt Stenkol Airport är det mycket glesbefolkat, med 5 invånare per kvadratkilometer. Trakten runt Stenkol Airport består huvudsakligen av våtmarker.